# Дженгіз Дагджи
Дженгіз Дагджи (крим. Cengiz Dağcı, Дженгиз Дагъджы; 9 березня 1920, Гурзуф — 22 вересня 2011 Лондон) — кримськотатарський прозаїк та поет. Писав турецькою мовою, хоча ніколи не був у Туреччині.

## Життєпис
Народився у Криму в місті Гурзуф у 1920 році. Закінчив Сімферопольську школу № 12 на вулиці Караїмській.  
Під час Другої світової війни був мобілізований до Червоної армії. Дженгіза забрали на фронт, коли він перебував на другому курсі історичного факультету Кримського педагогічного інституту. Під час бойових дій потрапив у полон до німців, і пережив нацистські трудові табори. В 1946 році переїхав до Лондона, де прожив решту свого життя.
Він  прибув до Единбурга в жовтні 1946 року разом зі своєю дружиною та дочкою. На початку 1947 року він переїхав до Лондона. У 1953 році він відкрив ресторан на Фулхем-роуд. Перший роман «Къоркъунч йыллар» («Страшні роки») почав писати під час війни кримськотатар. мовою, однак видав у влас. перекл. турец. мовою – «Korkunç Yıllar» (1956). У 1974 році він оселився в Саутфілдсі, поблизу Вімблдону, в Лондоні, і з тих пір, як покинув батьківщину, не був у Криму.
Дженгіз Дагджі писав свої книги турецькою мовою, хоча ніколи не був у Туреччині, а поет Зія Осман Саба зробив першу коректуру його книг. Завдяки його творам, виданим у Туреччині, багато хто в Туреччині дізнався про Крим і життя кримських татар. Він є також поетом, хоча і не широковідомим.  У своїх творах він розповідає про життя кримських татар під час утисків росіян. Про творчість і життя Дженгіза Дагджи Ібрагім Шахін написав докторську роботу.
Дженгіз  Дагджи помер у своєму будинку в Саутфілдсі в четвер, 22 вересня 2011 року, близько 12:30. Його поховали в ялтинському селі Кизилташ, якого він не бачив 69 років, у неділю, 2 жовтня 2011 року, за участі представників з Туреччини. Перепоховання відбюулося з ініціативи міністра закордонних справ Ахмета Давутоглу та міністра культури Ертугрула Гюнай. У 2014 році Федерація кримських асоціацій побудувала мавзолей Дженгіза Дагджи. В 2014 році навчальна аудиторія кафедри турецької літератури Кримського індустріально-педагогічного університету, в якій за сприяння турецьких партнерів вишу, розмістили фотографії і книги Дженгіза Дагджи стала предметом нападок прорійських активістів.